# Sixten Dahlquist
Sixten Martin Dahlquist, född 2 april 1888 i Stoby församling, Kristianstads län, död 18 mars 1977 i Landeryds församling, Linköping, Östergötlands län, var en svensk präst.

## Biografi
Efter studentexamen 1905 i Luleå blev han student vid Uppsala universitet 1905, avlade teologisk-filosofisk examen 1906, var tillförordnad rektor vid statens småskoleseminarium i Murjek 1909, teologie kandidatexamen 1910, vice lektor i Hudiksvall 1910, praktiskt teologiskt prov 1911, folkskollärareexamen i Uppsala 1911, prästvigd för Luleå stift 1912, förordnanden i Torsåkers församling, Gästrikland, Uppsala ärkestift och Nederluleå församling, Norrbotten, tillf. komminister i Åsbo församling, Östergötland, Linköpings stift 1913, erhöll rätt att byta till Linköpings stift 1922, kyrkoherde i Vreta klosters och Stjärnorps pastorat från 1923 med tillträde 1924, kontraktsprost i Gullbergs och Bobergs kontrakt från 1938, av Kunglig Majestät förordnad ledamot i Linköpings domkapitel såsom sakkunnig i skolfrågor 1940, kyrkobokföringsinspektör 1946.

## Föräldrar
- Anders Julius Dahlquist, (död 1940); Hilda Maria Jönsson, (1863-1955).

## Hustru
- Vera Hultén, född den 29 januari 1885 i Hällestad, död den 4 juli 1980 på Valla sjukhus, Linköping, gift den 21 juli 1920.